# Hamfelde, Lauenburg
Hamfelde är en kommun och ort i Kreis Herzogtum Lauenburg i förbundslandet Schleswig-Holstein i Tyskland. På andra sidan floden Bille ligger en kommun med samma namn i Kreis Stormarn.
Kommunen ingår i kommunalförbundet Amt Schwarzenbek-Land tillsammans med ytterligare 18 kommuner.